# Code SYNOP
Le code SYNOP, ou synoptique, est un codage de données, adopté par l’Organisation météorologique mondiale, et employé pour diffuser par radiotélétype (Deutscher Wetterdienst), ou autre moyen, les observations d'une station météorologique terrestre, à intervalles réguliers de 3 heures (débutant à 0 h UTC), dites synoptiques. Le code est formé par groupes de cinq chiffres, et transmis internationalement. Environ trente-mille stations météorologiques échangent des données par ce format.

## Historique
Télégramme du matin :
```
  BBBDD  FCTTT  BBBDD  FCTTT  T'T'T'PP  MMmmS
 \_____  _____/\_____________  ______________/
       \/                    \/
 La veille à 18h     Le matin même à 7h

```

Télégramme de l'après-midi :
```
  BBBDD  FCTTT  T'T'T'C'S

```

```
999II iiiT
d
T
d
 Nddff VVwwW PPPTT
  N
h
C
L
hC
M
C
H
 (6japp) (7RRjj)
  (8N
S
Ch
S
h
S
) (9S
P
S
P
s
p
s
p
)
```

Le code SYNOP trouve son origine dans les systèmes de communication mis en place dès la fin du XIXe siècle pour diffuser en temps réel des données d’observation météorologique depuis les stations de mesure afin d'établir des cartes synoptiques couvrant de vastes zones. Les premiers codes utilisés pour diffuser les messages d'observations météorologiques étaient constitués de groupes de chiffre afin de s'adapter aux moyens de communication de l'époque, télégraphe, radiotélégraphe. Ces codes étaient généralement nationaux ou régionaux. Vers 1930 un premier code international unique est fixé par le Comité Météorologique International. L'Organisation Météorologique Mondiale, qui lui succède à la sortie de la Seconde Guerre mondiale, reprend les efforts de normalisation internationale. Une de ses toutes premières actions fut d'instaurer un code synoptique international valable à compter du 1er janvier 1949. Ce code, qui contenait déjà les principes du SYNOP actuel, sera amendé à plusieurs reprises. La version actuelle est dénommée forme symbolique FM 12-XIV.
Le code SYNOP a longtemps dominé les échanges de données d'observation entre les différents centres météorologiques avant de faire progressivement place au BUFR au début du XXIe siècle.

## Utilisation
Les données SYNOP sont utilisées par les météorologues pour suivre l'évolution à plus long terme du temps. Elles servent à tracer les analyses de surface, à alimenter les modèles de prévision numérique du temps, etc. Plusieurs logiciels Open-source, comme seaTTY ou FlDigi sont capables de décoder des messages SYNOP et SHIP.
La norme complète est officiellement détaillée dans le document Manuel des codes - Codes internationaux, volume I.1: Partie A – Codes alphanumériques.

## Format
Contrairement au METAR, qui est formé d'abréviations alphanumériques, le code SYNOP est entièrement formé de mots de 5 chiffres. Le groupe représente le jour, le mois, et le type de mesure de la vitesse des vents. Ensuite, dans chaque groupe de 5 chiffres subséquents, le premier chiffre indique le type d'information météorologique, et les quatre autres la donnée. Par exemple :
```
AABB 30124 
99--- ----- ----- ----- 00--- 1---- 2---- 3---- 4---- 5----
6---- 7---- 8---- 9---- 222-- 0---- 1---- 2---- 3---- 4---- 5---- 6----
70--- 8----
  333 0---- 1---- 2---- 3---- 4---- 5---- ----- 6---- 7---- 8---- 9----
```

- AABB indicateur qu'il s'agit un message synop provenant d'une station terrestre ;
- 30124 signifie le 30 décembre et la vitesse des vents est mesurée par anémomètre en nœuds (code 4) ;
- 99--- est l'indicatif international numérique de la station ;
- 1---- indique que la température est de ----.
- etc.

Le code SYNOP donne ainsi le temps présent, ou condition actuelle, et aussi des informations sur ce qui s'est passé durant les dernières observations synoptiques comme le temps passé et la tendance de pression. Aux observations de 0, 6, 12 et 18 heures, il y a également les quantités de précipitations reçues à la station depuis 6 heures et 24 heures.